# Thomas A. Robertson
Thomas Austin Robertson (* 9. September 1848 in Hodgenville, Kentucky; † 18. Juli 1892 in Elizabethtown, Kentucky) war ein US-amerikanischer Politiker. Zwischen 1883 und 1887 vertrat er den Bundesstaat Kentucky im US-Repräsentantenhaus.

## Werdegang
Nach der Grundschule besuchte Thomas Robertson das Cecilian College. Nach einem anschließenden Jurastudium an der University of Louisville und seiner 1871 erfolgten Zulassung als Rechtsanwalt begann er in Hodgenville in diesem Beruf zu praktizieren. Zwischen 1874 und 1877 war er Staatsanwalt im LaRue County; von 1878 bis 1883 hatte er dieses Amt im 18. Gerichtsbezirk von Kentucky inne. Politisch war Robertson Mitglied der Demokratischen Partei. In den Jahren 1877 und 1878 saß er als Abgeordneter im Repräsentantenhaus von Kentucky.
Bei den Kongresswahlen des Jahres 1882 wurde Robertson im vierten Wahlbezirk von Kentucky in das US-Repräsentantenhaus in Washington, D.C. gewählt, wo er am 4. März 1883 die Nachfolge von J. Proctor Knott antrat. Nach einer Wiederwahl im Jahr 1884 konnte er bis zum 3. März 1887 zwei Legislaturperioden im Kongress absolvieren. Ab 1885 war er Vorsitzender des Ausschusses zur Kontrolle der Ausgaben des Kriegsministeriums.
Im Jahr 1886 wurde Robertson von seiner Partei nicht mehr zur Wiederwahl nominiert. Nach seinem Ausscheiden aus dem US-Repräsentantenhaus arbeitete er wieder als Anwalt. Thomas Robertson starb am 18. Juli 1892 in Elizabethtown und wurde in seinem Geburtsort Hodgenville beigesetzt.